# Montenegro (Faro)
Pour les articles homonymes, voir Montenegro.
Le Montenegro est une paroisse portugaise située dans la municipalité de Faro, avec une superficie de 23,24 km² et 8 149 habitants (2011). Sa densité de population est de 350,6 habitants/km². Il comprend l'aéroport de Faro et le campus Gambelas de l'université de l'Algarve. C'est la paroisse la plus récente de la municipalité de Faro, ayant été créée le 20 juin 1997. 